# Challenger de Tenerife III 2023
El torneo Tenerife Challenger III 2023 fue un torneo de tenis perteneció al ATP Challenger Tour 2023 en la categoría Challenger 75. Se trató de la 4ª edición; el torneo tuvo lugar en la ciudad de Tenerife (España), desde el 6 hasta el 12 de febrero de 2023 sobre pista dura al aire libre.

## Jugadores participantes del cuadro de individuales
| Favorito | País                    | Jugador              | Rank1 | Posición en el torneo |
| -------- | ----------------------- | -------------------- | ----- | --------------------- |
| 1        | Bandera de Italia       | Francesco Passaro    | 111   | Segunda ronda         |
| 2        | Bandera vacío           | Alexander Shevchenko | 117   | Primera ronda         |
| 3        | Bandera de Austria      | Filip Misolic        | 145   | Primera ronda, retiro |
| 4        | Bandera de Italia       | Raúl Brancaccio      | 147   | Segunda ronda         |
| 5        | Bandera del Reino Unido | Ryan Peniston        | 154   | Semifinales           |
| 6        | Bandera de Ucrania      | Oleksii Krutykh      | 176   | Primera ronda         |
| 7        | Bandera de España       | Carlos Taberner      | 177   | Primera ronda, retiro |
| 8        | Bandera de Italia       | Francesco Maestrelli | 183   | Cuartos de final      |

- 1 Se ha tomado en cuenta el ranking del 30 de enero de 2023.

### Otros participantes
Los siguientes jugadores recibieron una invitación (wild card), por lo tanto ingresan directamente al cuadro principal (WC):
- Geoffrey Blancaneaux
- Daniel Rincón
- Stefano Travaglia

Los siguientes jugadores ingresan al cuadro principal tras disputar el cuadro clasificatorio (Q):
- Salvatore Caruso
- Giovanni Fonio
- Christian Harrison
- Shintaro Mochizuki
- Abedallah Shelbayh
- Bu Yunchaokete

## Campeones

### Individual Masculino
- Matteo Gigante derrotó en la final a  Stefano Travaglia, 6–3, 6–2

### Dobles Masculino
- Andrew Harris /  Christian Harrison derrotaron en la final a  Luke Johnson /  Sem Verbeek, 7–6(6), 6–7(4), [10–8]